# حمید ابراهیمی
حمید ابراهیمی (زادهٔ ۷ فروردین ۱۳۴۹) بازیگر، کارگردان، نویسنده اهل ایران است.

## زندگی‌نامه
حمید ابراهیمی دانش‌آموختهٔ کارشناسی اطلاع‌رسانی و کتابداری گرایش هنر است و بیش از سه دهه تجربه در تئاتر را دارد. ابراهیمی بیش از این که بازیگر سینما و تلویزیون باشد بازیگر تئاتر است و در دوران نوجوانی با بازی در تئاتر دانش‌آموزی در سال ۱۳۶۵ موفق به کسب رتبه نخست بازیگری کشور شد. او با مجموعه صاحبدلان (۱۳۸۵) در تلویزیون به مردم معرفی شد و در مجموعه‌های متعددی از جمله مثل هیچ‌کس (۱۳۸۷) و گاو صندوق (۱۳۸۸) نقش آفرینی کرده است. در فروردین ۱۳۹۲ دیپلم افتخار بهترین بازیگر نقش مکمل مرد را از جشنواره فیلم‌های پلیسی مسکو برای فیلم تعبیر خواب دریافت کرد.
او در مجموعه‌های تلویزیونی، فیلم‌های سینمایی و تله فیلم‌های بسیاری ایفای نقش کرده است. ابراهیمی پس از کارگردانی چندین فیلم کوتاه و نیمه بلند اولین اثر خود را در مقام کارگردان در سال ۱۳۹۳ تجربه کرده است. این اثر با عنوان عمو جان هیتلر، در جشنواره فیلم‌های ویدئویی یاس حضور داشت.
از دیگر فعالیت‌های ابراهیمی در سال‌های فعالیت هنری‌اش، حضور به عنوان مجری طرح، انتخاب بازیگر و بازیگردان بوده است. وی مجری طرح مجموعه تلویزیونی فرات، انتخاب بازیگر و بازیگردانی در فیلم‌های متل قو (۱۳۹۱) ساختهٔ مسعود نوابی، چند شاخه گل سرخ ساختهٔ پارسا خانلقی را بر عهده داشته است.
از بین آثاری که حمید ابراهیمی در انها ایفای نقش کرده است شاید اثری اکه او را بیش از پیش بین مردم محبوب کرد و اثر ماندگاری را به جا گذاشت، شخصیت پرویز در سریال حکایت های کمال ۱ و ۲ بود. جایی که او با نقش آژانی با سبک صحبت و اکت های خنده دار و جذاب بار اصلی طنز سریال را به دوش میکشید.

## فیلم‌شناسی

### مجموعه‌های تلویزیونی
| سال  | عنوان                  | نقش             | کارگردان                         |
| ---- | ---------------------- | --------------- | -------------------------------- |
| ۱۴۰۳ | آبان                   | منصور           | رضا دادویی                       |
| ۱۴۰۳ | روز خون                | راسخ            | رضا همتی                         |
| ۱۴۰۳ | هشت پا                 |                 | احمد معظمی                       |
| ۱۴۰۱ | دیو و ماه‌پیشونی        | عاقد            | حسین قناعت                       |
| ۱۴۰۱ | گیلدخت                 | عباسقلی         | مجید اسماعیلی                    |
| ۱۴۰۱ | حکم رشد                | افشین کافر      | حسن لفافیان                      |
| ۱۴۰۰ | کلبه ای در مه          | سیروس           | حسن لفافیان                      |
| ۱۳۹۸ | کتونی زرنگی            | مهندس کاظمی     | علی ملاقلی‌پور                    |
| ۱۳۹۷ | حکایت‌های کمال          | پرویز پاسبان    | قدرت‌الله صلح میرزایی             |
| ۱۳۹۷ | راه و بیراه            |                 | داوود بیدل                       |
| ۱۳۹۵ | در قصه‌ها زندگی می‌کنند  |                 | داوود بیدل                       |
| ۱۳۹۴ | گاهی به پشت سر نگاه کن | فیروز           | مازیار میری                      |
| ۱۳۹۳ | سال‌های ابری            | سرگرد مصلح      | مهدی کرم‌پور                      |
| ۱۳۹۲ | زمانی برای عاشقی       | حامد            | محمدحسین لطیفی                   |
| ۱۳۹۲ | در بند اروند           |                 | سیامک صرافت                      |
| ۱۳۹۲ | پیدا و پنهان           |                 | شهرام شاه حسینی                  |
| ۱۳۹۱ | هوش سیاه               | داریوش          | مسعود آب پرور                    |
| ۱۳۹۰ | یه تیکه زمین           | حامد            | مهدی کرم‌پور                      |
| ۱۳۸۹ | فرات                   | حمید            | مازیار میری                      |
| ۱۳۸۸ | گاوصندوق               | هوشنگ           | مازیار میری                      |
| ۱۳۸۷ | مثل هیچ‌کس              | محمدباقر        | عبدالحسن برزیده                  |
| ۱۳۸۵ | تا صبح                 | احمد صالحی زاده | مجید جوانمرد، محمدعلی باشه آهنگر |
| ۱۳۸۵ | صاحبدلان               | عمو محمود       | محمدحسین لطیفی                   |
| ۱۳۷۷ | فکر پلید               | یعقوب           | محسن شاه محمدی                   |

### فیلم سینمایی
| سال  | عنوان                  | نقش             | کارگردان          | منبع  |
| ---- | ---------------------- | --------------- | ----------------- | ----- |
| ۱۳۸۹ | آلزایمر                |                 | احمدرضا معتمدی    |       |
| ۱۳۹۷ | فرزند خاک              |                 | ۱۳۸۶              |       |
| ۱۳۶۹ | ای ایران               |                 | ناصر تقوایی       |       |
| ۱۳۹۲ | تعبیر خواب             |                 | رضا دادویی        |       |
| ۱۳۹۷ | دیدن این فیلم جرم است! | سرهنگ یوسفی     | رضا زهتابچیان،    |       |
| ۱۳۹۸ | خروج                   |                 | ابراهیم حاتمی کیا |       |
| ۱۴۰۰ | گوشواره‌های گیلاس       |                 | وحید شیخ‌زاده      |       |
| ۱۴۰۲ | میرو                   |                 | حسین ریگی         |       |
| -    | بی‌پایان                | حسن طهرانی مقدم | ساسان فلاح‌فر      | [ ۱ ] |

### تله فیلم
| سال | عنوان              | نقش | کارگردان          | منبع |
| --- | ------------------ | --- | ----------------- | ---- |
|     | میهمان             |     | حسن هدایت         |      |
|     | آب و آیینه         |     | کرامت پور شهسواری |      |
|     | مزد عشق            |     | محمود مقامی       |      |
|     | یکه افرا           |     | شهرام باباپور     |      |
|     | افسانهٔ خورشید      |     | عباس رنجبر        |      |
|     | ماجرای حرفه‌ای      |     | سیامک صرافت       |      |
|     | پا به پا           |     | حسن قناعت         |      |
|     | می‌تونه آخریش باشه  |     | جمشید محمودی      |      |
|     | برگ سبز            |     | محمد رضا معینی    |      |
|     | پای پدرم           |     | احمد قدکچیان      |      |
|     | تلواسه             |     | داریوش ربیعی      |      |
|     | پر                 |     | روح‌الله حجازی     |      |
|     | خشت بهشت           |     | مجید اسماعیلی     |      |
|     | می تونه آخریش باشه |     | جمشید محمودی      |      |
|     | چند شاخه گل سرخ    |     | پارسا خانلقی      |      |

### تئاتر
| سال  | عنوان                                    | کارگردان                 | محل اجرا                 |
| ---- | ---------------------------------------- | ------------------------ | ------------------------ |
| ۱۳۹۴ | نسیان                                    |                          | برج آزادی                |
| ۱۳۸۶ | رویاهای رام نشده تهران                   |                          | تالار سنگلج              |
| ۱۳۸۵ | پندار زنده کفتار مرده تهران              |                          | جشنواره عاشوراییان       |
| ۱۳۸۵ | آخرین جشن                                |                          | تئاتر شهر، تالار سایه    |
| ۱۳۸۴ | تنها راه ممکن                            | محمد یعقوبی              | تئاتر شهر، تالار سایه    |
| ۱۳۸۴ | ماشین نشین‌ها                             | حسن سرچاهی               | اداره تئاتر، خانه نمایش  |
| ۱۳۸۴ | بیداری در نورنبرگ                        | مهدی مکاری و عباس اقسامی | تالار مولوی              |
| ۱۳۸۳ | روزی روزگاری آبادان                      | حمیدرضا آذرنگ            | جشنواره بیست و سوم فجر   |
| ۱۳۸۳ | این کدوم پنجشنبه است                     | حمیدرضا آذرنگ            | تئاتر شهر، تالار سایه    |
| ۱۳۸۳ | ۲۳۴۲ روز بد                              | بهروز غریب‌پور            | تئاتر شهر، تالار چهارسو  |
| ۱۳۸۲ | راز شیشه‌ای                               |                          | فرهنگسرای نیاوران        |
| ۱۳۸۲ | یک بوته گل برای لیلا                     | محسن افشار               | جشنواره پلیس             |
| ۱۳۸۱ | روز رستاخیز                              | فرهاد مهندس‌پور           | تئاتر شهر، تالار قشقایی  |
| ۱۳۸۱ | حسن سنتوری                               | معصومه تقی‌پور            | تالار سنگلج              |
| ۱۳۸۰ | بر پهنه دریا                             | حسن سرچاهی               | تئاتر شهر، تالار قشقایی  |
| ۱۳۸۰ | دیر راهبان                               | فرهاد مهندس پور          | تئاتر شهر، تالار سایه    |
| ۱۳۷۹ | طلحک بازی                                | حسن سرچاهی               | تئاتر شهر، تالار شماره ۲ |
| ۱۳۷۸ | مشهد                                     | مسعود سمیعی              | تالار مهراب              |
| ۱۳۷۶ | مرغ‌هایی که از تخم مرغ پخته به دست می‌آیند | سیروس کهوری‌نژاد          | دانشگاه تربیت مدرس       |

## کارگردانی

### تئاتر
- آوای باد خانه خورشید- تئاتر شهر ۱۳۸۰ اردیبهشت
- راز شیشه‌ای تالار نیاوران مرداد و شهریور ۱۳۸۲
- در امتداد باد سالن اصلی تالار مولوی اسفند ۱۳۸۳
- آخرین جشن- سالن سایه تئاتر شهر خرداد و تیر ۱۳۸۵
- سیا ریحون سالن مهر حوزه هنری آذر ۱۳۸۵
- خورشید و شب خانه نمایش آبان ۱۳۸۷
- ته خط سالن سایه تئاتر شهر اردیبهشت و خرداد ۱۳۸۸
- حلقه شرکت‌کننده در بخش میهمان ویژه جشنواره تئاتر سوره ماه ۱۳۹۴
- لاله زار، هتل کاتوزیان در تماشاخانه مهرگان
- (پشت دیوار امارت) تماشاخانه سرو

## جوایز
- دریافت رتبه نخست بازیگری کشور از تئاتر دانش آموزی در سال ۱۳۶۵
- دریافت اول بازیگری «ماریا» از جشنواره کانون‌های نمایشی؛ ۱۳۷۹
- دریافت اول بازیگری «آوای باد» جشنواره سوره؛ ۱۳۸۰
- دریافت اول نویسندگی «آوای باد» جشنواره سوره؛ ۱۳۸۰
- دریافت دوم کارگردانی «آوای باد» جشنواره سوره؛ ۱۳۸۰
- دریافت دوم بازیگری «یک بوته گل برای لیلا» جشنواره پلیس؛ ۱۳۸۲
- دریافت دوم کارگردانی «باد جن» جشنواره ماه؛ ۱۳۸۴
- دریافت دوم نویسندگی «سیاریحون» جشنواره ماه؛ ۱۳۸۵
- دریافت اول نویسندگی «پندار زنده کفتار مرده» سومین همایش عاشوراییان؛ ۱۳۸۵
- دریافت دوم کارگردانی «پندار زنده کفتار مرده» سومین همایش عاشوراییان؛ ۱۳۸۵
- دریافت دوم نویسندگی «خورشید و شب» پنجمین جشنواره تئاتر رضوی؛ ۱۳۸۶
- دریافت اول کارگردانی «خورشید و شب» پنجمین جشنواره تئاتر رضوی؛ ۱۳۸۶
- دریافت تقدیرنامه کارگردانی «مهمانداران لاعلاج نخله» چهارمین همایش عاشوراییان؛ ۱۳۸۶
- دریافت اول نویسندگی «پندار زنده کفتار مرده» جشنواره عاشوراییان؛ ۱۳۸۵
- دریافت دوم کارگردانی «پندار زنده کفتار مرده» جشنواره عاشوراییان؛ ۱۳۸۵
- دیپلم افتخار بهترین بازیگر نقش مکمل مرد از پانزدهمین جشنواره فیلمهای پلیسی مسکو برای بازی در فیلم تعبیرخواب (۱۳۹۲)

## آثار چاپ شده
۶ جلد نمایشنامه با نام‌های:
1. «آوای باد» چاپ انتشارات نمایش
2. «سیاریحون» چاپ انتشارات پرسمان و حوزه هنری
3. «پندارزنده کفتار مرده» چاپ انتشارات نمایش
4. «ته خط» چاپ انتشارت نودا
5. «شورانگیز» چاپ انتشارات نودا
6. «لاله‌زار، هتل کاتوزیان» از او به چاپ رسیده است.